# Ilya Skrobotov
Ilya Valentinovich Skrobotov (tiếng Nga: Илья Валентинович Скроботов; sinh ngày 6 tháng 7 năm 2000) là một cầu thủ bóng đá người Nga thi đấu cho Zenit Sankt Peterburg.

## Sự nghiệp câu lạc bộ
Anh có màn ra mắt tại Giải bóng đá ngoại hạng Nga cho F.K. Zenit Sankt Peterburg vào ngày 1 tháng 4 năm 2018 trong trận đấu với F.K. Ufa khi vào sân ở phút 90 thay cho Igor Smolnikov.
Trong trận đấu thứ hai cho Zenit vào ngày 18 tháng 4 năm 2018 anh ghi một bàn thắng ở phút bù giờ giúp câu lạc bộ giành chiến thắng 2–1 trước F.K. Dynamo Moskva. Anh ra mắt với tư cách đá chính trong trận đấu tiếp theo trước F.K. Arsenal Tula vào ngày 22 tháng 4 năm 2018, nhưng huấn luyện viên Roberto Mancini thay anh ra và cho Igor Smolnikov vào sân chỉ sau 23 phút thi đấu vì "lý do chiến thuật".

## Thống kê sự nghiệp
Tính đến 13 tháng 5 năm 2018
| Câu lạc bộ           | Mùa giải            | Giải vô địch                | Giải vô địch | Giải vô địch | Cúp     | Cúp       | Châu lục | Châu lục  | Tổng cộng | Tổng cộng |
| Câu lạc bộ           | Mùa giải            | Hạng đấu                    | Số trận      | Bàn thắng    | Số trận | Bàn thắng | Số trận  | Bàn thắng | Số trận   | Bàn thắng |
| -------------------- | ------------------- | --------------------------- | ------------ | ------------ | ------- | --------- | -------- | --------- | --------- | --------- |
| Zenit St. Petersburg | 2017–18             | Giải bóng đá ngoại hạng Nga | 4            | 1            | 0       | 0         | 0        | 0         | 4         | 1         |
| Tổng cộng sự nghiệp  | Tổng cộng sự nghiệp | Tổng cộng sự nghiệp         | 4            | 1            | 0       | 0         | 0        | 0         | 4         | 1         |